# Elleanthus linifolius
Elleanthus linifolius är en orkidéart som beskrevs av Karel Presl. Elleanthus linifolius ingår i släktet Elleanthus och familjen orkidéer. Inga underarter finns listade i Catalogue of Life.